# وليد قارصلي
وليد قارصلي (1944- 2006 م) فنان سوري، رسَّام وفنان تشكيلي وموسيقي، عمل في مجال رسوم الأطفال والملصقات وتصميم أغلفة الكتب وأفلام الرسوم المتحركة. وأنشأ عددًا من الفرق الموسيقية، وألف العديد من المقطوعات الموسيقية لمسرحيات وأفلام ومسلسلات سورية. أمُّه إحدى رائدات الفن التشكيلي العربي إقبال ناجي قارصلي، وأخوه الكاتب والمخرج السينمائي محمد قارصلي، وخاله المؤرِّخ البحَّاثة زهير ناجي.

## سيرته
ولد وليد قارصلي في مدينة تدمر حيث كان يعمل والده عام 1944، وهو من أسرة دمشقية عريقة من أصول تركية، وترعرع في جو مشبع بروح الفن وعالم الألوان من خلال والدته الفنانة اقبال ناجي قارصلي، التي تعتبر من أهم رائدات الفن التشكيلي العربي والسوري ولها أعمال منتشرة في كل أنحاء العالم.
تزوج من السيدة سلام بكداش وأنجب منها ابنه الوحيد هادي وليد قارصلي، ولكنه في إحدى الزيارات في موسكو حيث كان يدرس تعرض لحادث أليم نتج عنه شلل أطرافه السفلية. قضى القسم الأكبر من حياته صريع المرض الذي أقعده في فراشه أغلب سنوات عمره ولم يغادره إلا إلى حتفه وبدأ قعوده الدائم في عام 1972 عندما كان يسبح فسقط برأسه فوق صخرة وكان الشلل الذي تطور ليصبح كاملاً في الأطراف الثلاثة وظلت يد واحدة سليمة ومع ذلك عاش حياته بروح عالية من الفرح والتفاؤل رغم الألم الروحي والنفسي والجسدي ناهيك عن سجن الفراش.
تخرج وليد قارصلي في أكاديمية ليننغراد السوفيتية حائزا على شهادة الماجستير في العلوم الالكترونية كما قدم أطروحة الدكتوراه في جامعة موسكو حول «تاريخ الفن السوري المعاصر 1975-1980». وخلال ذلك اتبع دورة في الرسم والحفر لدى أكاديمية الفنون الجورجية تحت اشراف البروفسور ريفازياشفيلي.
ومنذ عام 1967 وحتى آخر أيام حياته أقام 25 معرضا في ليننغراد وموسكو ودمشق وبيروت وعمان وطوكيو وباريس وكندا كما شارك في المعارض السنوية لفناني سورية منذ عام 1986 منها مشاركته في معرض "البورتريه" و "تحية إلى دمشق القديمة" و "معرض الكرامة" وكانت له عروض في صالات "ايريس" والمكتبة الأمريكية والمركز الثقافي الروسي بدمشق عام 1977 وفي "معهد العالم العربي" في باريس عام 1995 وفي مهرجاني "توكاماتشي و" ياماتو ماتشي " عام 1996 في اليابان و" مركز الخدمات الإنسانية " بالشارقة عام 1996 ومهرجانات الكاركاتير في تركيا وايران وكوبا واليابان وبلغاريا.
عمل وليد قارصلي في مجال رسوم الأطفال والملصقات ورسوم وأغلفة الكتب وغرافيك الكمبيوتر وأفلام الكرتون أما في المسيقى فقد ألف فرقة بلوستارز الموسيقية عام 1961 كما شكل فرقة موسيقية دولية عام 1963 وقام بتأليف العديد من المقطوعات الموسيقية لمسرحيات وأفلام ومسلسلات سورية.
وللعلم تعرض أخواله الأربعة ومنهم المؤرخ الماركسي زهير ناجي للاعتقال ضمن حملة الاعتقالات التي طالت الآلاف سنوات 1959-1961 في سورية ومصر ولعب هذا الوضع دوره إضافة إلى عوامل أخرى في انتهاجه الخط الماركسي حتى الرمق الأخير.
في فترة مكوثه الطويل في بيته، تحول بيته إلى مزار كبير ومحج للطلاب والزملاء والفنانين والرسامين والمسرحيين والموسقيين والروائيين السوريين، وكان تأثير وليد قارصلي من داخل بيته على الحركة الفنية والطلاب كبيراً جداً ويماثل وجوده وتنقله في الشوارع كان يرسم بجنون وخلف ورائه أكثر من 500 لوحة ومقطوعات موسيقية كثيرة
1961 -1963 ألف فرقة "BLUE STARS الموسيقية وقدمت أعمالها في سورية
1963 - شكل فرقة موسيقية دولية في لينينغراد وقدمت أعمالا" فولكلورية مختلفة- عربية. وأوروبية ومن أمريكا اللاتينية. واستمرت حتى عام 1969.
1989 - تأليف الموسيقى التصويريـة لمسرحية:«شحـادة ذي اليـزل» / الفرقة المسرحيـة لاتحـاد عمـال دمشق.
1993- تأليف الموسيقى التصويريـة لمسرحية:«سعدى» للأطفـال/فرقة مسرح الحجـرة.
عمل ايضاً على تأليف الألحان والأغاني والموسيقى التصويرية وأفلام الصور المتحركة.

## وفاته
توفي وليد قارصلي في 18 أبريل (نَيْسان) 2006م، إثر أزمة تنفسية حادَّة، تاركًا خلفه ثروة لا تقدَّر بثمن، من اللوحات والمقطوعات الموسيقية وصورة مشرقة عن إنسان هو أقرب إلى الأساطير.
أقيم في عام 2007 مركز للفنون الجميلة على اسمه في منطقة سكنه، واسمه مركز وليد قارصلي للفنون، تكريمًا له، بسعي من أصدقائه، ولا سيَّما الفنان الراحل عماد صبري الذي رافقه طَوال حياته حتى وفاته.